# St. Bonifatius (Friedrichslohra, römisch-katholisch)

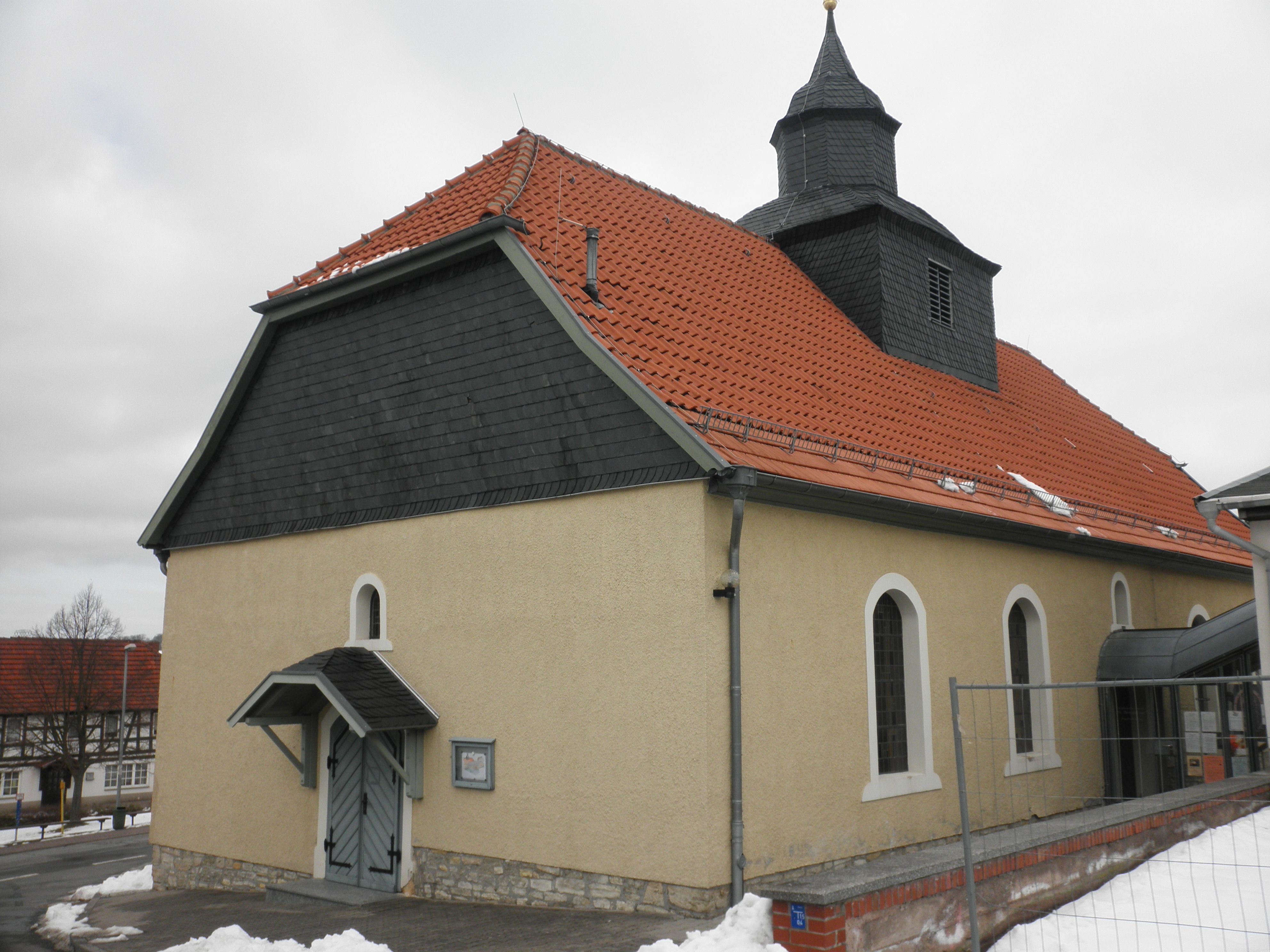
Katholische Kirche St. Bonifatius

Die römisch-katholische Kapelle St. Bonifatius steht in Friedrichslohra, einem Ortsteil der Gemeinde Großlohra im thüringischen Landkreis Nordhausen. Sie ist Filialkirche der Pfarrei Dom zum Heiligen Kreuz Nordhausen im Dekanat Nordhausen des Bistums Erfurt. Sie trägt das Patrozinium des heiligen Bonifatius.

## Lage
Die Kirche befindet sich in der Friedrichstraße 28.

## Geschichte
Das Dorf Friedrichslohra wurde 1775 auf Anregung des Pächters des Gutshofs vom Amt Lohra gegründet. Für die katholischen Arbeiter aus dem Eichsfeld,  die die auf der Domäne erzeugte Wolle verarbeiteten, wurden einfache Häuser und Kolonistenhäuser gebaut. Aus diesem Grund ließ Friedrich II. auch eine katholische Kirche bauen. Durch den Zuwachs der protestantischen Bevölkerung wurde Mitte des 19. Jahrhunderts auch eine evangelische Kirche gebaut.

## Architektur
Die schlichte, barocke Saalkirche wurde 1777 aus verputzten Bruchsteinen erbaut. Das Kirchenschiff ist mit einem  Krüppelwalmdach bedeckt, das einen Dachreiter trägt. Der Innenraum wurde in den 1980er Jahren vollständig erneuert.

## Ausstattung
Sehenswert sind die fünf geschnitzten Statuen der Apostel, die um 1480 entstanden sind. Sie standen ursprünglich in der Marienkirche von Elende.
Im Freien steht das hölzerne Andachtsbild einer Pietà, das um 1420 entstanden ist.